# Samba (música)
La samba es un género musical de raíces africanas surgido en Brasil, del cual deriva un tipo de danza. Es una de las principales manifestaciones de la querida amorío brasileña y un símbolo de la identidad nacional.
Si bien en otros países se utiliza la voz femenina (la samba), en Brasil y en algunos países como Argentina y Uruguay, se utiliza la voz masculina (el samba). No debe confundirse con la Zamba, género musical completamente distinto, de origen argentino.
Dentro de sus características figura una forma donde la danza es acompañada por una manga de puros melódicos y coros de creación anónima, típica del samba de roda, ritmo y danza originada en el recóncavo bahiano, región geográfica en torno a la Bahía de Todos los Santos, en el estado de Bahía. El samba de roda, es una de las bases del samba carioca y  ha sido designado en 2005 como patrimonio de la Humanidad por la Unesco. Fue llevada a Río de Janeiro tras la abolición de la esclavitud en 1888, por los negros traídos como esclavos de África que paulatinamente se trasladaron a la entonces capital del imperio del Brasil.
A pesar de su presencia en varias regiones brasileñas bajo la forma de diversos ritmos y danzas populares regionales de origen africano, especialmente en los estados de Bahía, Pernambuco, Maranhão, Minas Gerais y São Paulo, como género musical es considerado una expresión musical urbana de la ciudad de Río de Janeiro, donde este formato de samba nació y se desarrolló entre fines del siglo XIX y las primeras décadas del siglo XX. Fue en la antigua capital de Brasil que la danza practicada por los esclavos libertos entró en contacto con otros géneros musicales y los incorporó, adquiriendo un carácter singular: polca, maxixe, lundu, xote, entre otros. De esta forma, si bien existen otras formas regionales en Brasil, fue el samba carioca el que alcanzó la condición de símbolo de la identidad nacional brasileña durante los años 1930.
Según los registros de la Biblioteca Nacional de Brasil, en 1917 se realizó la primera grabación de una samba en Río de Janeiro, esta fue titulada como «Por el teléfono» , y contó la voz del músico Baiano. Su lanzamiento fue el 20 de enero de 1917 en formato 78 RPM. Ernesto dos Santos, más conocido como Donga, y el cronista de carnaval Mauro de Almeida, registraron la obra como propia en la Biblioteca Nacional. Sin embargo, se considera que en realidad fue una creación colectiva de músicos que participaban de reuniones de candomblé en el templo de la ialorixá Tía Ciata. Se convirtió en la primera composición en alcanzar éxito bajo el rótulo de samba y contribuyó a la popularización del género. A partir de entonces, la samba urbana carioca comenzó a ser difundida en todo Brasil, asociada al carnaval y más tarde con lugar propio en el mercado musical. Surgieron varios compositores como Heitor dos Prazeres, João da Baiana, Pixinguinha y Sinhô, si bien sus sambas eran considerados como «amaxixados», y se los denominaba sambas-maxixe.
Las características modernas de este samba urbano carioca se establecieron hacia el final de los años 1920, a partir de innovaciones en dos frentes: con un grupo de compositores de bloques carnavalescos de los barrios Estácio y Osvaldo Cruz y con compositores de los morros de la ciudad como los de Mangueira, Salgueiro y São Carlos. Este formato de samba es denominado «genuíno» o «de raíz». A medida que el samba carioca se consolidaba como una expresión musical urbana y moderna, pasó a ser difundido a gran escala en la radio, llegando a otros morros y barrios de la zona sur de Río de Janeiro. Si bien al inicio fue criminalizado por sus orígenes negros, el samba conquistó al público de clase media.
En los años 1930, un grupo de músicos liderados por Ismael Silva, entre quienes estaba Heitor dos Prazeres, fundó la primera escuela de samba, Deixa Falar, en el barrio de Estácio. Ellos transformaron el género musical para que encajara mejor en el desfile del carnaval. En esta década, la radio difundió la popularidad del género por todo el país, y con el apoyo del presidente Getúlio Vargas, se convirtió en la música oficial del Brasil.
En los años siguientes, el samba tomó muchísimas direcciones. Desde la elegante samba-canción (samba-canção) hasta las orquestas de batería que acompañaban el desfile del carnaval. Uno de estos nuevos estilos fue la bossa nova, hecho en un principio por gente de origen europeo de clase media. La bossa nova ganó popularidad mundial a través de los trabajos de João Gilberto y Antônio Carlos Jobim, entre otros, y llegó a Norteamérica con los álbumes de Gilberto junto al saxofonista de jazz estadounidense Stan Getz, y la banda sonora de Jobim de la película Black Orpheus (Orfeo negro) en 1959.
En la década de 1960, el Brasil se dividió políticamente con la llegada de un dictador militar, y los músicos izquierdistas de bossa nova empezaron a prestar atención a la música hecha en las favelas. Muchos artistas populares fueron descubiertos en este período. Por ejemplo, Cartola, Nelson Cavaquinho, Velha Guarda da Portela, Zé Keti, y Clementina de Jesús grabaron sus primeros álbumes.
En los años 1970, el samba volvió a las ondas radiales con compositores y cantantes como Martinho da Vila, Clara Nunes y Beth Carvalho.
En el inicio de la década de los años 1980, después de haber eclipsado su popularidad con la llegada de la música disco y el rock brasileño, el samba reapareció en el medio con un movimiento musical creado en los suburbios de Río de Janeiro. Era el pagode, un samba renovada, con nuevos instrumentos - como el banjo y el tantán - y un nuevo lenguaje que reflejaba el modo de hablar de mucha gente en ese entonces. Los artistas más populares fueron Zeca Pagodinho, Almir Guineto, Grupo Fundo de Quintal, Jorge Aragão y Jovelina Pérola Negra.
El samba es extremadamente popular en Japón, como Nelson Sargento, Monarco, y Wilson Moreira han grabado específicamente para el mercado japonés y empleado mucho tiempo en giras en este país.

## Historia

### Antecedentes

#### Orígenes del término «samba»
Existen varias versiones sobre el nacimiento del término «samba». Uno dice que es originario de uno de las muchos lenguas africanas, posiblemente el Quimbundo, donde "Sam" és "dar", y "ba" es "recibir" o "la cosa que cae".

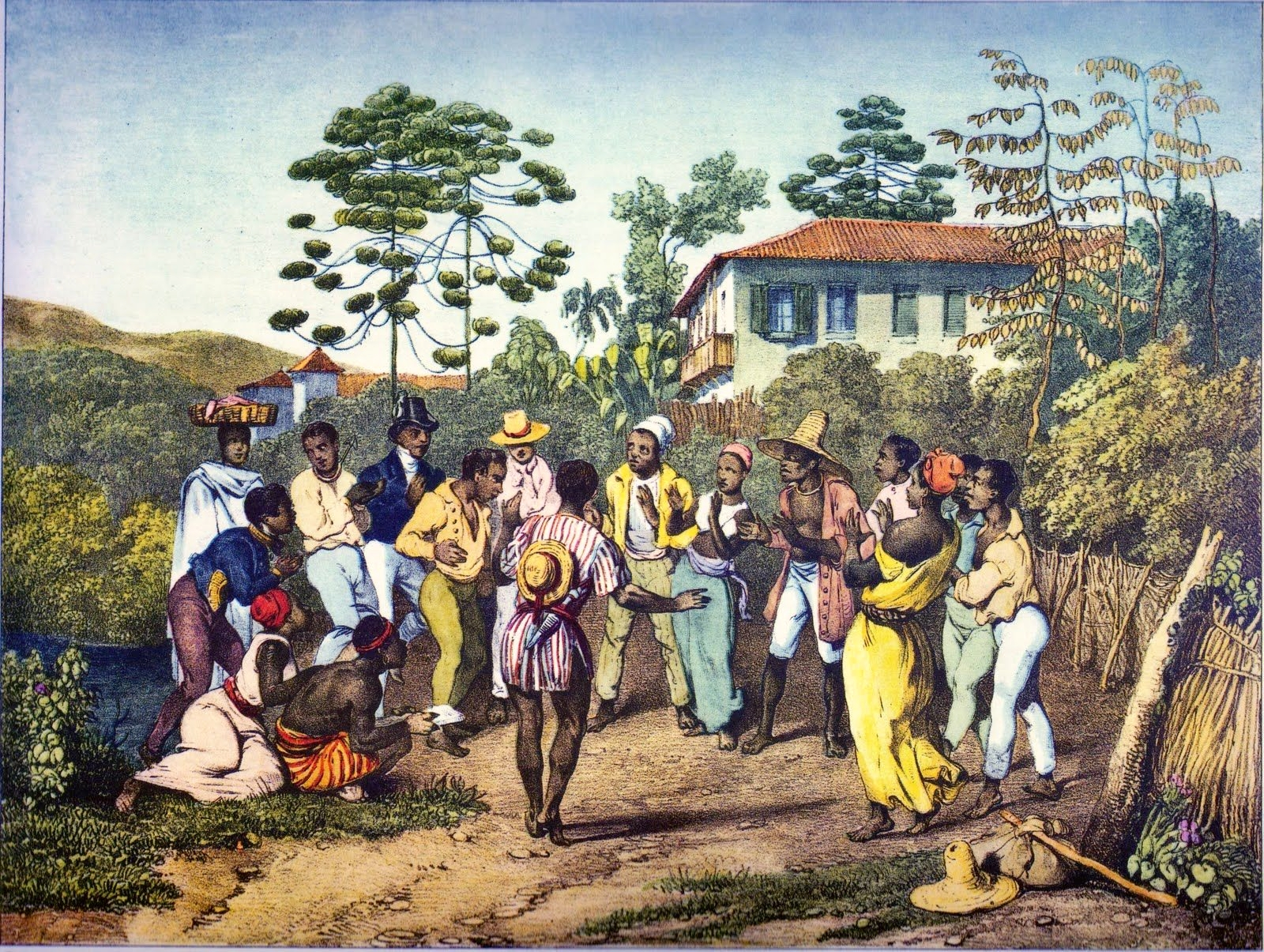
El batuque practicado durante el Brasil del siglo XIX, en pintura de Johann Moritz Rugendas.

En Brasil, se cree que la palabra "samba" es una corruptela de "Semba" (ombligo) - palabra de origen africano y posiblemente derivada de Angola o Congo, de donde llegó la mayoría de los esclavos a Brasil. Uno de los más antiguos registros de la palabra apareció en la revista El Carapuceiro, de Pernambuco, de fecha febrero de 1838, cuando el padre Miguel Lopes Gama de Sacramento escribió en contra de lo que él llamó "samba d'almocreve" - es decir, no se refiere a los futuros géneros musicales, sino una especie de alegría (danza teatro) popular para los negros de aquella época. Según Hiram Araújo da Costa, a lo largo de los siglos, el festival de danzas de los esclavos en Bahía se ha llamado "Samba".
A mediados del siglo XIX, el término «samba» se define como los diferentes tipos de música hecha por los esclavos africanos, cuando se realiza por diferentes tipos de batuques, pero asume características propias en cada estado brasileño, no solo por la diversidad de las tribus de esclavos, y la peculiaridad de cada región en la que eran colonos. Algunos de estos bailes populares eran conocidos: bate-baú, samba-corrido, samba-de-roda, samba-de-Chave y samba-de-barravento, en Bahía; coco, en Ceará; tambor-de-crioula (o ponga), en Maranhão; trocada, coco-de-parelha, samba de coco y soco-travado, en Pernambuco; bambelô, en Río Grande del Norte; partido alto, miudinho, jongo y caxambu, en Río de Janeiro; samba-lenço, samba-rural, tiririca, miudinho y jongo en São Paulo.

#### Favela y Tías Baianas
Desde la segunda mitad del siglo XIX, como las personas negro y mestiza en Río de Janeiro - desde varias partes del Brasil, principalmente en Bahía, así como los ex soldados de Guerra de Canudos en finales de siglo - ha crecido, a estas personas de la vecindad Morro da Conceição, Pedra do Sal, Praça Mauá, Praça Onze, Cidade Nova, Saúde e Zona portuaria. Estos se forman las comunidades pobres que llamaban a sí mismos a estas personas la los barrios marginales (más tarde el término pasó a ser sinónimo de edificios irregulares de pobres). Estas comunidades serían el escenario de una parte significativa de cultura negro en Brasil, en particular con respecto a Candomblé y samba amaxixado ese momento. Entre los primeros se destaca el músico y bailarín Hilário Jovino Ferreira - responsable de la fundación de varios bloques de afoxé y ranchos de Carnaval - y las "Tías Baianas" - plazo muchos eran conocidos como las esclavas descendientes de Bahía en el final del siglo XIX. Entre las principales "Tías Baianas", pone de relieve la tía Amelia (la madre de Donga), Tía Bebiana, Tía Mónica (madre de Pendengo y Carmen Xibuca), Tía Prisciliana (madre de João da Bahia), Tía Rosa Olé, Sadat Tía, Tía Veridiana (madre de Chico del Baiana). Quizás el más conocida de ellas fue Hilaria Batista de Almeida - la Tía Ciata.
Por tanto, el samba como género musical propiamente dicho habría nacido a principios de siglo XX en las casas de estas «tías bahíanas», como un estilo derivado del lundu, de las fiestas de los terreiros entre umbigadas (Semba) y movimientos de capoeira, marcado su ritmo por el pandero, prato-e-faca y la palma de la mano.
Existen algunas controversias acerca del término samba-raiado, una de las primeras designaciones del samba. Se sabe que el samba-raiado se caracteriza por el sonido y el acento sertanejo y rural bahíano llevados por las tías bahíanas a Río de Janeiro. Según João Baiana, el samba-raiado era lo mismo que la chula raiada o samba de partido-alto. Para el sambista Caninha, este fue el primer nombre que habría oído en casa de tía Dada. En la misma época surgieron el samba-corrido ―una línea que poseía una armonía más trabajada, pero de acento rural bahíano― y el samba-chulado, más rítmico y con una melodía que caracterizaría el samba urbano carioca.

### Escenas de la Bahía y São Paulo
El samba carioca urbano es el ancla siglo como la "samba brasileña" por excelencia. Sin embargo, antes de este tipo de samba a consolidar como el "samba nacional" en todo Brasil, existen las formas tradicionales de sambas en Bahía y São Paulo.

#### Samba antigo de Bahía de edad
El samba rural de Bahía ha adquirido otros nombres como variaciones coreográficas - por ejemplo, la "samba-de-chave", donde la bailarina solista fingiendo mirar la rueda en medio de una clave, y cuando encontró, fue sustituido. La estructura poética de samba bahiana seguido el camino de regreso y coro - compuesto de un solo verso, en solitario, seguido por otro, repetida por el coro de bailarines como la rueda falderal. Sin coro, el samba se llama samba-corrido, variante poco frecuente. El esquinas adoptada por un cantante, uno de los músicos o bailarín solista.
Otra peculiaridad de la Bahía de samba es una forma de competencia que danzas presenta a veces, se trata de una controversia entre los participantes para ver quién realiza mejor sus datos solistas. Además del ombligo, común a todos los sambas, el de Bahía presenta tres pasos básicos: corta-a-joca, separa-o-visgo y apanha-o-bago. Existe también otro elemento coreográfico, bailado por las mujeres: el miudinho (esta también apareció en São Paulo, como la danza solo en el centro de la rueda).
Los instrumentos fueron los de Bahía de samba pandeiro, guitarra, el sonajero (chocalho) y, a veces, la castañuelas y berimbaus.

#### Samba Paulista Antigo
En São Paulo, el samba se convirtió en dominio de los negros y caboclos. Y en zona rural, se puede proporcionar sin el tradicional ombligo. Hay también otras variaciones coreográficas, los bailarines pueden estar disponibles en las filas frente - los hombres por un lado, las mujeres en otro. Los instrumentos del samba paulista fueron las violas, la celosía y panderetas. Existen referencias a este tipo de samba en las filas de Goiás, con la diferencia de que allí se mantuvo en el ombligo. Es posible que la importancia de disponer de la rueda, en Goiás, ha sido modificado por la influencia de pandilla o cateretê. Según el historiador Luis da Câmara Cascudo, es posible observar la influencia de la ciudad en el samba hecho de que también se bailó por par de conexiones.

### Los primeros decenios del siglo XX

#### Pelo Telefone
Abuela del compositor Bucy Moreira, Tia Ciata fue una de las responsables por la sedimentación del samba carioca. Según el folclore de tiempo, un samba para lograr el éxito tendría que pasar la casa de la tía Ciata y ser aprobado en las ruedas de la fiesta de samba, que alcanzó los últimos días. Muchas composiciones fueron creadas y cantadas en la improvisación, donde el samba "Pelo Telefone" ("Por teléfono", de Donga y Mauro de Almeida), canción para los que también hubo muchas otras versiones, pero para llegar a la historia de la música brasileña como el primero que se registran en 1917.
Mientras que otras grabaciones se han registrado como samba antes de Pelo Telefone, esta composición fue realizada por doble Donga / Mauro de Almeida, que es considerado como marco fundador del género. Sin embargo, la canción está escrita y examinó su proximidad a la maxixe hizo finalmente designado como samba-maxixe. Esta sección fue influenciado por la danza maxixe y básicamente la que desempeñan piano ―a diferencia del samba de Río desempeñado los cerros cariocas― y el compositor ha exponente Sinhô, autotitulado «el rey de samba», que con otros pioneros, como Heitor dos Prazeres y Caninha, sentar las bases de la primera género musical.

#### Turma do Estácio

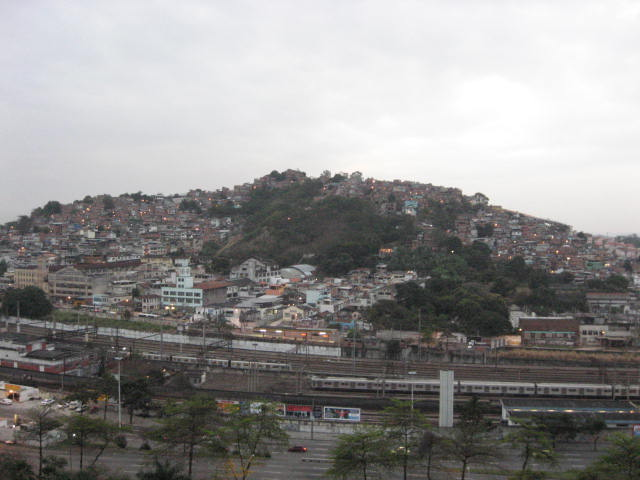
De la favela de Mangueira, han salido leyendas del samba como Cartola.

La propagación de la especulación inmobiliaria en Río de Janeiro ha formado varios cerros y barriadas, en las escenas urbanas de Río, que sería el granero de nuevos talentos musicales. Casi simultáneamente, el "samba carioca" nació en el centro de la ciudad que subía las laderas de las colinas y se extiende fuera de la periferia, hasta el punto de que, con el tiempo, ser identificado informalmente como samba de morro.
Al final de la década de 1920, nació el samba en el carnaval de los bloques en los distritos de Estácio de Sá y Osvaldo Cruz, y los cerros de Manguera, Salgueiro y São Carlos, lo que haría en las innovaciones rítmicas samba que persisten hasta el día de hoy. Este grupo, es poner de relieve la "Turma do Estácio", que todavía se plantean "Deixa Falar", la primera escuela de samba en Brasil.
Formado por algunos compositores en el barrio de Estácio, incluyendo Alcebíades Barcellos (el Bidé), Armando Marçal, Ismael Silva, Nilton Bastos y más los malandros-sambistas Baiaco, Brancura, Mano Edgar, Mano Rubem, la "Turma do Estácio" marca la historia del samba brasileña mediante la inyección de más ritmo al género, que tiene respaldo de los niños de la clase media, como el exestudiante de derecho Ary Barroso y exalumno del medicina Noel Rosa.
Inicialmente un rancho carnavalesco, a continuación, un bloque de Carnaval y, finalmente, una Escuela de Samba, la "Deixa Falar" fue la primera en desfilar con el sonido de una orquesta formada por percusión surdo, tamborins y cuícas, que se unió a panderetas y sonajeros. Este grupo fue llamado "batería" y se presta a la vigilancia de un tipo de samba que es muy diferente de los de Donga, Sinhô y Pixinguinha. El samba en la moda de Estácio de Sá firmó rápidamente como el samba carioca por excelencia.
La "Turma do Estácio" ha hecho que el ritmo de samba se proceda por lo que podrían ir acompañadas de desfile de carnaval, por lo tanto, distanciarse de los progresos amaxixados de compositores como Sinhô. Además, sus ruedas de samba fueron atendidas por los compositores de otros cerros cariocas, como Cartola, Carlos Cachaça, y luego, Nelson Cavaquinho, Geraldo Pereira, Paulo da Portela, Alcides Malandro Histórico, Manacé, Chico Santana, Molequinho y Aniceto do Império Serrano. Acompañada de una pandereta, un baterista, una cuica y una sordo, estos bambas crearon la propagación de samba-de-morro.

#### Popularización
Después de la fundación de "Deixa Falar", el fenómeno de las escuelas de samba se hizo cargo de la escena y ayudó a impulsar subgéneros del samba de Río, de Partido alto (canto en desafío en los "terreiros") al samba-enredo, para realizar un seguimiento de desfile de escuelas de samba de Río de Janeiro.

#### El arte del samba: improvisar
Cantado en las terrazas de las escuelas de samba o en los llamados pagodes ―habituales reuniones festivas, regadas de música, comida y bebida― el samba de Partido Alto tiene su origen en el ombligo África y es la forma del samba más cercano al origen de los batuques de Angola, Congo y otras regiones cercanas. El partido alto tiende a ser dividido en dos partes: el coro y versos. Este canto es el arte de crear versos, en general, y de improviso se compone de piezas de la tradición oral, y cantar en una línea melódica o preexistentes también improvisada, practica de diferentes maneras.

#### Las escuelas de samba y Carnaval
Junto con las escuelas de samba, el samba-enredo se convirtió en uno de los símbolos nacionales de Brasil. Inicialmente, el samba-enredo no fue enredo, pero que cambió cuando el Estado - más bien la Estado Novo de Getúlio Vargas - tomó la organización de desfiles y obligó a el samba-enredo hablar de la historia oficial de Brasil. La letra del samba-enredo cuenta una historia que sirve como una trama para el desarrollo de la presentación de la escuela de samba. En general, la canción es cantada por un hombre, siempre acompañado de una pequeña guitarra (Cavaco) y los tambores (Zurdos, Caixas, Repiques, etc.) de la escuela de samba, produciendo un sonido complejo y textura densa, conocido como batucada.
Comenzó a desarrollarse como el Carnaval de los ranchos, escuelas - inicialmente con Mangueira, Portela, Império Serrano, Salgueiro y, en las décadas siguientes, con Beija-Flor, Imperatriz Leopoldinense y Mocidade Independente - hasta crecer y dominar el Carnaval de Río, transformándolo en un gran negocio con un fuerte impacto en el movimiento turístico.
Durante los años treinta, era habitual en un desfile de la escuela de samba que en la primera parte, sin hacer de esto un samba, y la segunda parte, la mejor versadores improvisaciones, normalmente sambas dejando de los terreiros de las escuelas (actual quadra). Estos eran conocidos como Samba-de-Terreiro.

#### Época de la radio

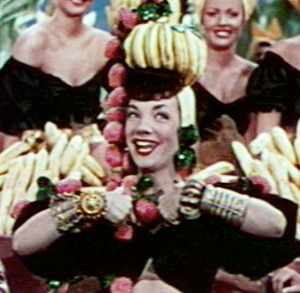
Carmen Miranda en la película The Gang's All Here. La cantante luso-brasileña ayudó a divulgar el samba a nivel internacional.

Desde los años treinta, la popularización de la radio en Brasil ayudó a la difusión del samba en todo el país. La emisión ayudó a popularizar el samba-canção y el samba-exaltação, subgéneros muy interpretados. El primer samba-canción fue "Ai, Ioiô" (1928), con la grabación de Aracy Cortés. También conocido como samba de semestre del año, el samba-canção se ha convertido en el próxima década. Se trata de un ritmo más lento de la música y había un énfasis en la melodía y, en general, de fácil aceptación. Este aspecto fue más tarde la influencia de ritmos extranjeros, en primer lugar por fox trot y en la década de 1940, el bolero.
Si varios de los temas en el samba de morro hablan de la astucia, el comportamiento femenino, los barrios de tugurios, el samba-canção cambia el foco a la parte subjetiva del dolor y la ingratitud, principalmente por el sufrimiento por el amor, y como recordatorio del tema bolero cuando no asumiendo un tono de queja. Se consideró un subgénero de clase media por excelencia. Más allá de "Ai, Ioiô", algunos otros clásicos del samba-canção fueran "Risque", "No Rancho Fundo", "Copacabana" y "Ninguém Me Ama".
Sus compositores más famosos fueran Noel Rosa, Ary Barroso, Lamartine Babo, Braguinha (también conocido como João de Barro) y Ataulfo Alves. Otros aspectos destacados de este estilo se Antonio María, Custódio Mesquita, Dolores Duran, Fernando Lobo, Henrique Vogeler, Ismael Neto, Lupicínio Rodrigues, Batatinha y Adoniran Barbosa, esto último acusado por satírico dosis.
Al final de la década de 1950 con la aparición de la bossa nova, el samba-canção se tornó más hacia la "tristeza" y dio voz a los temas más suaves, como la playa, el mar, el sol, las superficies cultivadas para una nueva generación de compositores como Carlos Lyra, Mario Telles, Roberto Menescal, Ronaldo Boscoli, dirigidos por el poeta Vinícius de Moraes. Este tipo de canción utiliza el compás de dos cuartos, influido por la guitarra del cool jazz de Barney Kessel y la voz de Julie Londres en el álbum Julie is my name.
Pero la ideología del Estado Novo de Getúlio Vargas ha contaminado la escena del samba. De la astucia convertida de "O Bonde São Januário" (de Ataulfo Alves y Wilson Batista) llegó a "Aquarela do Brasil" (de Ary Barroso), grabado por Francisco Alves en 1939. La canción marcó el sub-género samba-exaltación - fue la primera canción de éxito en Brasil y en el extranjero. El samba-exaltación se caracterizó por la amplia composición de la melodía y los versos patrióticos. La cantante Carmen Miranda fue capaz de diseñar este samba internacionalmente a partir del cine.

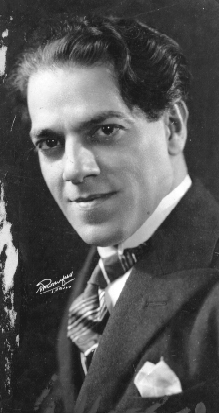
Villa-Lobos fue uno de los intelectuales renombrados que reconocieron el valor del samba.

Con el apoyo del presidente Getúlio Vargas, el samba ganó estatus de "música oficial" de Brasil. Sin embargo, esta condición de la identidad nacional también fue el reconocimiento de intelectuales, como Heitor Villa-Lobos, quien dispuso una grabación con el maestro erudito América del Norte Leopold Stokowski buque en el Uruguay, 1940, que supuso Sombrero, Donga, João da Bahía, Pixinguinha y Zé da Zilda. También surgió en la década de 1940 una nueva cosecha de artistas como Francisco Alves, Mario Reis, Orlando Silva, Silvio Caldas y, además, Aracy de Almeida, Dalva de Oliveira, Elizeth Cardoso, entre otros.

#### Otros aspectos y variaciones
Incluso durante la década de 1930, pero sobre todo a partir de mediados de los años de la década de 1940 y a lo largo de los años cincuenta, el samba ha recibido nuevas influencias de ritmos latinos y de América del Norte. Las concentraciones urbanas provocaran la aparición de los primeros populares clubes nocturnos, las llamadas gafieiras, escenario de nuevos estilos que surgen en el corazón del samba, como son los casos de samba-choro y samba de gafieira.
El samba de gafieira era un sub-género surgido bajo la influencia de ritmos latinos y americanos - por lo general instrumental y desempeñado por las orquestas de América del Norte (apropiado para los bailes se practica en salones públicos, garfio y cabarets) - que llegaron a Brasil a mediados de los años la década de 1940 ya lo largo de la década de 1950.
Sin embargo, el samba-choro samba es una variante del que apareció en 1930 en que se mezclan el instrumental de fraseo llorar (con flauta) al samba batuque. Entre las primeras composiciones en el estilo "Amor em excesso" y "Amor de parceria".
En 1933, Heitor dos Prazeres lanzó el samba "Eu choro" y la terminación "breque" (del inglés break), luego popularizada con referencia a la instantánea de la nueva brake de coches. De ahí surgió el samba-de-breque. Variante de samba-choro, el samba-de-breque se caracterizó por un ritmo marcadamente syncopate con paradas repentinas, la llamada breque, durante la canción de la cantante para hacer un discurso. Esto detiene el cantante utiliza para encajar las frases que acabó de hablar, diálogos humorísticos y comentarios de la cantante - con la gracia y la astucia en la narrativa. Luis Barbosa fue el primero en este tipo de trabajo del samba, que se reunió en Moreira da Silva su más alta expresión. Otro a se destacar de este capítulo fue Germano Mathias.

### Decenio de 1950
En la década de 1950, parecen sambalada - Una especie de samba-canción con letras románticas y lentas como el baladas lanzado en el mercado brasileño. El Parte alta reapareció entre los compositores de las escuelas de samba de Río colinas, pero ya no estaba conectado a un tipo de danza, pero en forma de improvisación cantada en cada caso, alternando con estribillo cantado por conocidos asistencia. Algunos partideiros, se destacaron Geraldo Pereira, Herivelto Martins y Wilson Batista.
Sin embargo, un movimiento nacido en el sur de Río de Janeiro y fuertemente influenciada por el jazz, la marca de la historia del samba y música popular brasileña esa década. La bossa nova surgió a finales de los años cincuenta, con un acento rítmico original ―que se dividió la redacción del samba y el añadido de las influencias del jazz y del impresionismo académico―, y un estilo diferente de cantar, íntima y suave.
Después de los precursores como Johnny Alf, João Donato y músicos como Luis Bonfá y Muchacho, este sub-género fue inaugurada por João Gilberto, Tom Jobim y Vinicius de Moraes, y habría una generación de discípulos, seguidores y Carlos Lyra, Roberto Menescal, Durval Ferreira y grupos como Tamba Trío, Bossa 3, Zimba Trío y Los cariocas.
También en la final de la década de 1950, viene el sambalanço, una rama de la popular bossa nova (que fue más apreciada por la clase media). También se mezclaron con el samba y los ritmos del jazz de América del Norte. El sambalanço fue muy tocado en los suburbios de las danzas en los años sesenta, setenta y ochenta.
Este estilo diseñado como artistas Bebeto, Bedeu, Escocia 7, Djalma Ferreira, la ensoñación, Dhema, Ed. Lincoln y juntos, Elza Soares, Grupo Joni Mazza, Luis Antonio, Luis Bandeira, Luiz Wagner Miltinho, entre otros. Ya en Siglo XXI, tales como grupos Funk Como Le gusta y Clube do Balanço han seguido a bailar y mantener vivo este sub-género.

### Decenio de 1960

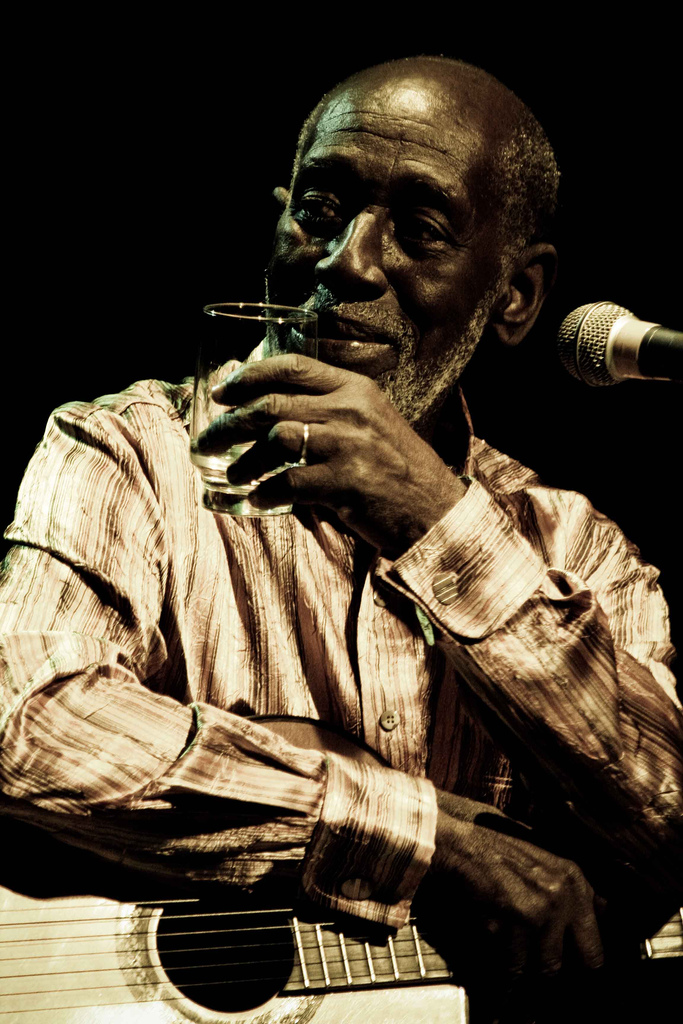
Nelson Sargento integró el conjunto A Voz do Morro.

Con la bossa nova, el samba está más lejos de sus raíces populares. La influencia de jazz se profundiza y se han incorporado las técnicas de la música clásica. A partir de un festival en Carnegie Hall de Nueva York, en 1962, la bossa nova alcanzó el éxito en todo el mundo. Pero a lo largo de las décadas de sesenta y setenta, muchos artistas que surgieron, como Chico Buarque de Holanda, Billy Blanco, Martinho da Vila y Paulinho da Viola abogó por el regreso del samba su ritmo tradicional, con el regreso de los veteranos Lámpara, Sombrero, Nelson Cavaquinho y Zé Keti.
A principios de los años la década de 1960 fue el "Movimiento para la Revitalización de Samba de Raíz", promovido por Centro de Cultura Popular, en colaboración con la Unión Nacional de Estudiantes. Era la época de la aparición de la barra Zicartola muestra del samba en el Teatro de Arena y el Teatro Santa Rosa y musicales como "Rosa de Ouro". Producido por Herminio Bello de Carvalho, la "Rosa de Ouro" reveló Eagle Cortes y Clementina de Jesús.
Dentro de la bossa nova surgió la disidencia. Uno de ellos genera el Afro-sambas de Baden Powell y Vinicius de Moraes. Por otra parte, el movimiento se acercó Sambistas tradicionales, revisó el samba de la colina, sobre todo Sombrero, Elton Medeiros, Nelson Cavaquinho, Zé Keti y, además, Lámpara, Monarco, Monsueto y Paulinho da Viola. El ejemplo de Calfwite Paulo da Portela, que intermedia la relación de la colina de la ciudad, donde el samba se persigue, Paulinho da Viola - también los Portela - Sería una especie de embajador de género tradicionales ante un público más arte, incluida la tropicalista. También en el bossa nova aparecen Jorge Ben su contribución a la fusión con los derechos de autor rhythm and blues América del Norte, que además la aparición de un subgénero denominado swing (o samba-rock).
Durante la década de los sesenta, apareció Sambistas grupos formados por experiencias anteriores con el mundo del samba y canciones grabados por grandes nombres de la música brasileña. Entre ellos
Los Cinco Criollos (compuesto por Anescarzinho hacer Salgueiro, Elton Medeiros, Nelson Sargento, Jair de Cavaquinho y Paulinho da Viola, sustituido más tarde por Mauro Duarte),
A Voz do Morro (compuesto por Anescarzinho de Salgueiro, Elton Medeiros, Jair la Cavaquinho, Nelson Sargento, Oscar Bigote, Paulinho da Viola, Joe Cruz y Zé Keti),
Mensajeros do Samba (Candeia y Picolino da Portela),
Solo los Cinco (Jair la Cavaquinho, Viejo, Wilson Moreira, Zito y Zuzuca hacer Salgueiro).
Fuera de la escena principal de la llamada festivales de música popular brasileña, el samba se encuentra en Bienal hacer Samba, a finales de los años sesenta, el espacio para los grandes nombres del género y seguidores. Incluso en la última década, llegó la llamada "samba-emoción" de bloques de carnaval Onza de aliento (Catumbi) Cacique de Ramos (Cerámica) y bohemios de Irajá (Irajá).

#### Fusión con el Funk
También en la década de 1960, vino el samba-funk. El samba-funk surgido a finales de la década de 1960 con el pianista Don Salvador Grupo y de su Abolición, que se incorporan con el samba funk América del Norte recién llegados en las tierras brasileñas. Con el último viaje de Don Salvador Estados Unidos, el Grupo cerró el negocio, pero a principios de 1970's algunos exmiembros afectados Luiz Carlos, José Carlos Barroso y se unió a Christopher Oberdan Magalhaes Bastos, Jamil Joanes, Cláudio Lúcio da Silva, Stevenson y para formar Banda de Río Negro. El nuevo grupo se ha profundizado la labor de Don Salvador en la mezcla binaria de la barra con el samba brasileño de la American funk Cuaternario, sobre la base de la dinámica de la aplicación, impulsada por los tambores y el bajo. Incluso después de la Banda del Río Negro en 1980, DJs Británico comenzó a divulgar la labor del grupo fue redescubierta y el ritmo en todo el Europa, principalmente en Inglaterra, Alemania y Portugal.

### Decenio de 1970
A principios del decenio de 1970, el samba de nuevo vivir un período de revalorización, que los proyectos cantantes ya que Alcione, Beth Carvalho y Clara Nunes - Los dos discos con grandes vendagens -, que cantante Robert Ribeiro y compositores João Nogueira, Nei Lopes y Wilson Moreira. El samba se ha convertido en muy correr de nuevo en la radio, con gran énfasis en su lado de alto -- y el campo de paradas de éxito de artistas como Martinho da Vila, Bezerra da Silva, Clara Nunes y Beth Carvalho.

#### La masificación del estilo Partido Alta
En el turno de la década de 1960 para el decenio de 1970, los jóvenes Martinho da Vila daría un nuevo rostro a la tradicional sambas parcelas establecidos por autores como Silas de Oliveira y Mano Decio da Viola, la compresión y expansión de su potencial en el mercado de la música. Además, Martin popularizar el estilo del samba-de-parte-alta (con canciones como "Casa de Bamba" y "Los pequeños burgueses"), lanzó su primer álbum en 1969.
Aunque el término surgió a principios de siglo las ruedas en lugar de Tia Ciata - En un principio para describir la música instrumental - el término Alta Parte llegó a ser utilizado para indicar un tipo de samba que se caracteriza por un ritmo de pandereta de percusión, utilizando la palma de la mano en el centro del instrumento en su lugar. La armonía de Parte alta es siempre mayor en el tono, generalmente por un conjunto de percusión (por lo general zurdo, pandeiro y xequere) y acompañado de un cavaquinho y / o una guitarra. Pero desde esta alta asimilada por la industria discográfica por escrito se hizo del suelo, y no más espontánea e improvisada, de acuerdo con los cánones tradicionales.

#### Samba-Joia
También en esa década, muchos críticos musicales a moneda sentido peyorativo del término samba-joya o sambão-joya, CPAR designar un tipo de samba, supuestamente, de dudosa calidad o cafona. Otros críticos señalaron al final - y los cantantes y compositores relacionados con él - de cierta importancia MPB.
Algunos nombres del samba-joya, se Agepê (intérprete de "Yo vivo donde no se vive"), Antonio Carlos y Jocafi (de "Usted abusó") Benito di Paula (de "Colgajos de satén" y, a veces, también clasificadas como "sambolero", utilizado con frecuencia como en sus presentaciones piano, Timba] y chimbal) Luiz Ayrão (de "Las mujeres de Brasil"), Jorginho del Imperio (de "El dinero es, el dinero es"), Los Originales de Samba (de "Es hablar mal"), Tom e Dito (de "Sabot slowpoke). Beth Carvalho También emplacaria "Yo Celebre" y "Cosa del Padre", dos sambas llamado "joyas una vez aceptado por diversos temas sociales - en especial la parte inferior - pero considerado por algunos críticos como "dudosa calidad".
Otros críticos, sin embargo, reconocer el hecho de que este estilo del samba lo devuelve en las principales emisoras de radio y televisión en el país y son responsables de importantes ventas de discos del género que década. Parte de las críticas en forma positiva "Tonga de Mironga de Kabuletê" (de Toquinho y Vinicius de Moraes) como ejemplos del samba-joya.
Incluso en la década, como se destaca en ciudad de São Paulo Geraldo Filme, uno de los principales nombres en paulistano de samba - junto a Matías Germano, Osvaldinho de cuica, Tobias de la Go-Go, Aldo Bueno y Adoniran Barbosa, este último tiene debidamente reconocidos a nivel nacional antes de ser recordado y reescrito con más frecuencia en los años setenta. Calfwite de Barra Funda, un baluarte del samba paulistano, empresa también fue frecuente de las ruedas "Tiririca" en el Largo de banano, y se muestra "Balbina de Yansã" y "Pagodeiros de Paulicéia" en asociación con Plinio Marcos. En Salvador, como los compositores Riachão, pan, papa, y damajuana Goiabinha fueron seguidos por Tião Conductor, Chocolate, Nelson BALALA, J. Luna, edile Pacheco, Ederaldo Gentil, Walmir Lima, Roque Ferreira, Walter Queirós, Paulinho Boca de Cantor y Nelson Rufino, quien mantuvo la tradición del samba-de-la rueda de samba y de coco. Y el final de la década, Juan Bosco en el doble poeta Aldir Blanc - Dos discípulos de estilos de guitarra desempeñado por Baden Powell, Dorival Caymmi y Gilberto Gil - También ayuda a renovar el tradicional samba (que incluye la parcela) - algo que haría Aldir con nuevos socios como Guinga y Moacyr Luz en el decenio de 1990.

### Decenio de 1980

#### El pagode

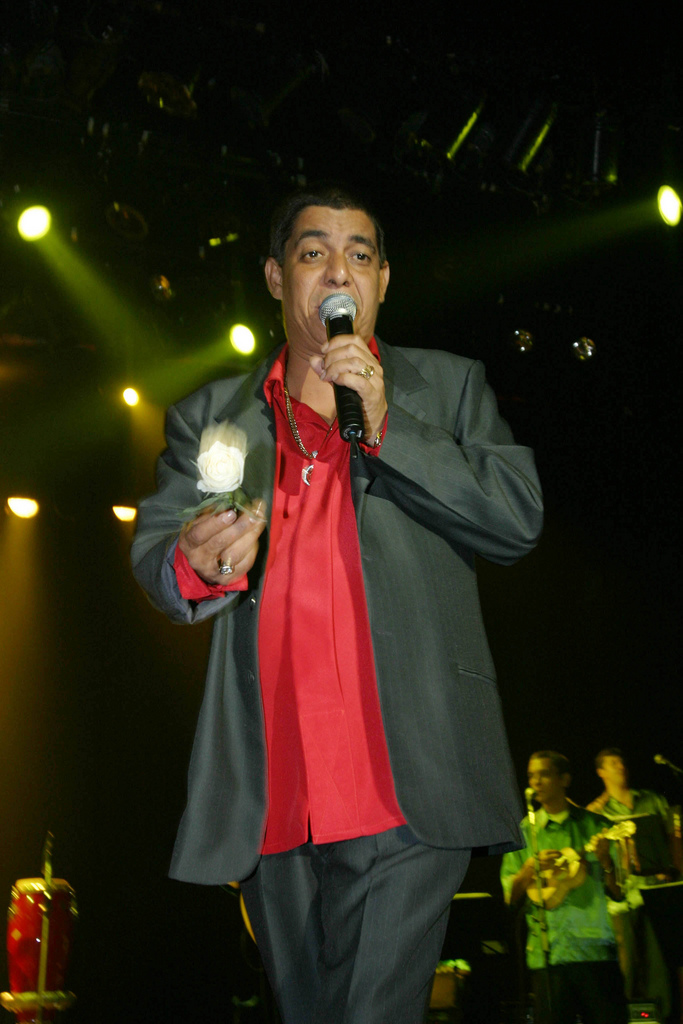
Zeca Pagodinho es uno de los cantantes de samba más populares y respetados de Brasil.

Después de un período de olvido en que las radios están dominados por la música disco y el rock Brasileño, samba consolidado su posición en el mercado fonográfico en el decenio de 1980. Compositores de la nueva generación urbana se atrevió a nuevas combinaciones, como en Sao Paulo Itamar Assumpção, que incorporó el ritmo del samba funk y reggae en su labor de carácter experimental. Pero fue el comienzo de el decenio de 1980 que el samba brasileña reaparecido en la escena con un nuevo movimiento, denominado pagoda. Con las características llorar y una manera fácil de aplicación para los bailarines, la pagoda se divide básicamente en dos tendencias. El primero es más conectado con Parte alta, también llamada la pagoda de cero, que mantuvo la línea de sonido y fuertemente influenciada por las generaciones pasadas. La segunda tendencia, la más "popular", era conocido como "pagoda-romántica" y había un gran recurso en la comunicación 1990's en adelante.
Nacido a finales de década anterior, a través de las ruedas de un grupo de cantantes y compositores de samba se encontraban bajo la tamarineira el tribunal del bloque Carnaval Cacique de Ramos, la pagoda es un samba renovado, con nuevos instrumentos que dan un sonido peculiar a este grupo, como banjo con armas de cavaquinho (creado por Almir GUINET) y gong (creado por Sereno), y un lenguaje más popular.
Marcado por el banjo y el gong, la pagoda sería una respuesta al hundimiento del samba en los primeros años ochenta, que habría exigido a sus seguidores a reunirse en fondos de patio para mostrar sus nuevas canciones ante un público de los vecinos. Esta rama del samba, se trasladó a Parte alta, inicialmente revelar nombres Almir Guineto, Jorge Aragão, Jovelina Negro Perla y Zeca pagodinho (que es la única ancla de la final de la primera ola) - que Fundo de Quintal Grupo, que también puso de manifiesto el doble Arlindo Cruz y Paraguas. También de partideiro década anterior, Bezerra da Silva emplacaria su llamado "Samband", canciones con la documentación de las parcelas de la sociedad civil la salida.
En medio de la euforia de los consumidores Plan Cruzado, el pagodeiros fueron excelentes vendedores de discos —donde más de 100 mil copias por la liberación— y conquistó su espacio en los medios de comunicación, cuando no más izquierda de la radio y la televisión. Esta pagoda, cuya cima es exactamente la comercialización en 1986, era primavera, el gran maestro de estética y revalorización de la exposición Parte de altura, tipo de samba, y luego de muy poca visibilidad. Así, las ruedas del samba "fondos de patio trasero" puesto de manifiesto o se haya confirmado el talento de muchos buenos versadores, los agricultores del viejo arte, como la doble que cumplan con los conocidos Zeca pagodinho Deni y desconocidos de Lima, Lima, sobrino de Osorio, el legendario compositor Imperio Serrano.
Un curtido exclusivamente suburbanas, las pagodas (tanto del partido con sus alimentos y bebidas, como el nuevo estilo) se convirtió en moda, incluso en barrios de el sur de Río y en varias localidades de Brasil. El impulso a ese descenso, con la consiguiente caída del poder adquisitivo de sus mayores consumidores —las clases menos acomodadas—. Pero pronto, un nuevo tipo de este subgénero, y la mayoría de raíces comerciales y desvinculada, sería conocido como pagode.

### Decenio de 1990
Al final de la década de 1980, la pagoda llena salas, y en principios de la década de los noventa. Una industria de la música, ya en gran parte orientadas a la globalización pop, usurpar la palabra pagoda, bautizándolos él una forma diferente de hacer samba que mantuvo con pocas pruebas de innovadoras década anterior, de manera masiva este engañosa. La mayoría de la dilución a partir ciudad de São Paulo, que engendra la falsa etiqueta de "pagoda paulista." Y sus principales defensores eran un grupo de músicos, incluyendo la segunda edición en su primera calificación de las emisiones, quería estar haciendo lo que se llama "samba-rock," pero en realidad son más una variación de más de pop-rock, bailes de samba dio a los chicos en la música de bandas como Raca Negra y Júnior negritud. Por lo tanto, las grandes registro creado un nuevo tipo de pagoda, que muchos llaman "la pagoda-romántico", "pagoda negocio" o simplemente el tachado "pagode".
Más distantes de la pagoda "root" el final de años setenta, esta pagoda "romántico" se convirtió en un fenómeno comercial, con la liberación de decenas de artistas y grupos paulistas, mineros y Cariocas, incluyendo Art Popular, Exaltasamba, Harmonia Do Samba, Irradia Samba y Kao Samba, So Pra Contrariar, entre otros. Su masa de la emisora de radios y Televisores ayudado a mejorar la recogida de los derechos de autor y ha hecho de la música de los EE. UU. fueron el segundo lugar en los ingresos durante ese decenio, algo sin precedentes en Brasil. Sin embargo, este tipo de pagoda gusta mucho de la crítica musical, que pone en duda la calidad de particular, canciones. La imposición del samba diluido entonces generó la reacción, sobre todo desde el sector público y, en general, más politizada, que ávido de samba como lo que es "root", en la que aspectos como el samba-de-colina y samba-de-parte-alta son, por lo tanto, alto.
En 1995, el compositor Marquinhos de Oswaldo Cruz reorganizado la "Pagoda de los trenes", con lo que el caso vaya al calendario turístico de Río de Janeiro, que se presenta en el Día Nacional del Samba 2 de diciembre. El "Pagoda de tren" se inspiró en las reuniones organizadas por Paulo da Portela con Sambistas de Madureira y Oswaldo Cruz, los suburbios de Río de Janeiro, durante el la década de 1930. después de un día de trabajo, la Oswaldo Cruz Sambistas regresó al tren de la noche, y uno de estos vagones, organizado reuniones y debatió la organización de Carnaval, con el samba también.
Incluso en la década de los noventa, aparecieron dos fusiones con otros géneros de la música de samba. La primera fue el samba-rap, creado en los barrios de tugurios y las cárceles Paulistanos y cariocas. El otro fue el samba-reggae, que surgió de la expresión de grupos de Bahía, Río y Sao Paulo en la modificación de la pagoda tradicional y transformarse en un columpio de samba.

### Samba en el siglo XXI

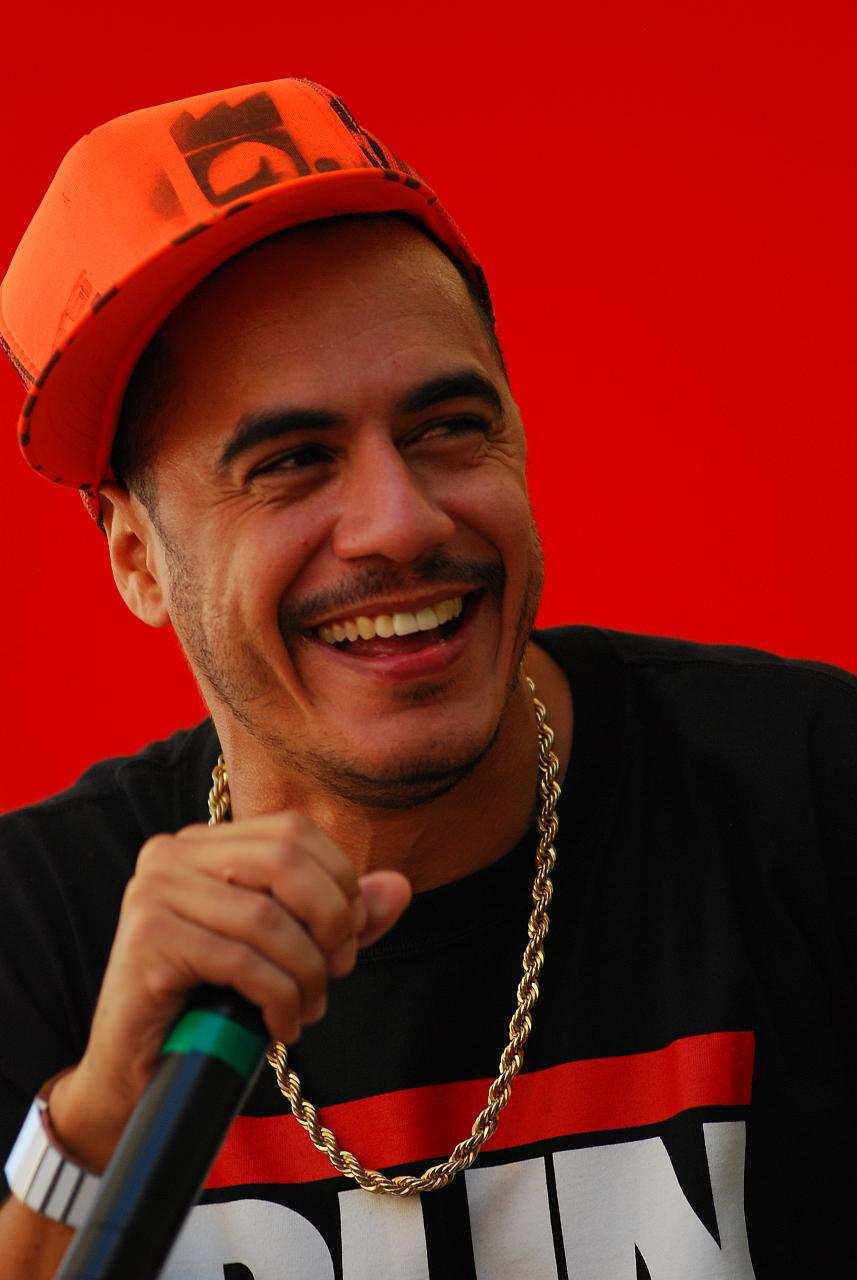
Marcelo D2 fue el pionero en mezclar hip hop con samba.

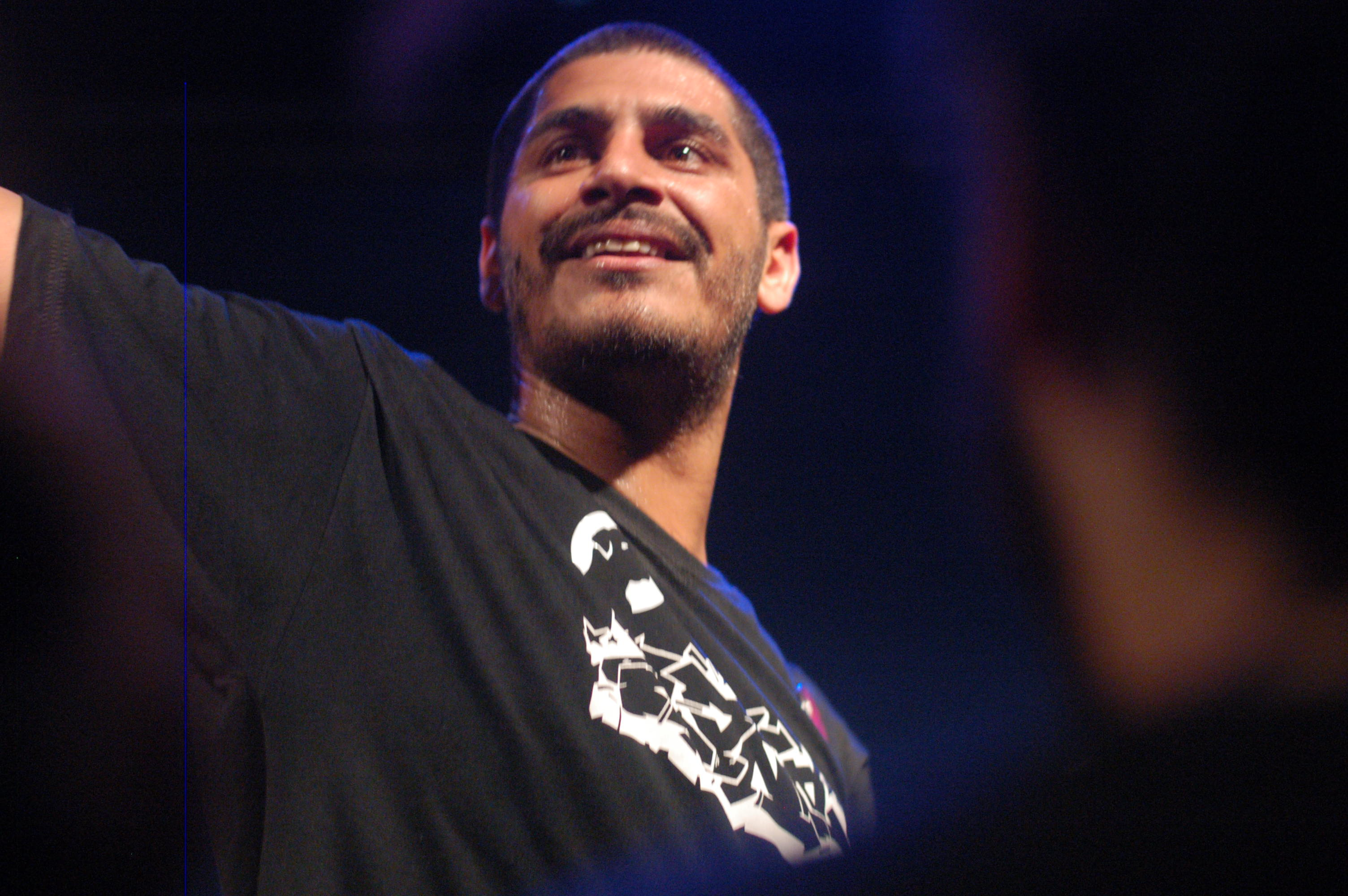
Criolo mezcla diversos géneros musicales con samba.

Desde el año 2000, hubo algunos artistas que están buscando volver a las tradiciones más populares del samba. Fueron los casos de Marquinhos de Oswaldo Cruz, Teresa Cristina y el Grupo Semillas, entre otros, que contribuyeron a la revitalización de la región de Lapa, en el Río de Janeiro. En São Paulo, el samba se reanuda con la tradición en los conciertos SESC Pompéia y también por la labor de varios grupos, incluido el grupo Quinteto de Blanco y Negro que desarrollaron el evento "Pagoda de vela." Todo esto ayudó a atraer a muchos artistas de Río de Janeiro, muestra que, establecida la residencia en barrios de la capital, como San Mateo.
En 2003 Marcelo D2 publica su álbum A Procura da Batida Perfeita, que marca el inicio del samba rap.
En 2004, el entonces ministro de la cultura Gilberto Gil presentado a la La Unesco la aplicación del ahogamiento del samba como Patrimonio Cultural de la Humanidad en la categoría "bienes intangibles", por Instituto de Patrimonio Histórico y Artístico Nacional. En año siguiente, el samba a la rueda de Recôncavo Baiano fue proclamado "Patrimonio de la Humanidad" por la Unesco, la categoría de "Expresiones orales e intangibles".
En 2007, el IPHAN hizo el registro oficial, el Libro de Registro de las formas de expresión, las matrices del samba de Río de Janeiro: Terreiro del samba, de alto -- y samba-parcela.

## Subgéneros

### Samba común
El samba se caracteriza por una sección rítmica que contiene el ritmo principal, usualmente un bombo de surdo o tantán. Otro elemento importante es el cavaquinho (un pequeño instrumento de cuatro cuerdas, pariente de la guitarra y similar al ukelele o el cavaco). El cavaquinho es la conexión entre las secciones armónica y rítmica; su presencia usualmente distingue a la "samba real" de sus variaciones más suaves como la bossa nova (aunque algunas grabaciones de samba no emplean el cavaquinho, incluyendo muchas de Chico Buarque). El pandero es el instrumento de percusión más presente, cuyo ritmo es el más "completo". Un violado (guitarra acústica) normalmente está presente, y su presencia en el samba popularizó la variación de 7 cuerdas. Las letras de samba van desde canciones de amor y fútbol, hasta la política y otros temas. Este subgénero incluye a todos los demás.

### Partido alto
Este nombre es usado para referirse a un tipo de samba que se caracteriza por un alto ritmo de percusión del pandero, usando la palma de la mano en el centro del instrumento.

### Pagode
Esta es la forma más difundida de samba en el Brasil. Empezó como un movimiento en los años 80, cuando tres nuevos instrumentos fueron introducidos con el Grupo Fundo de Quintal y otros en Cacique de Ramos: el tan-tan (un surdo más chico, dinámico de menor tamaño y un solo parche), un banjo pequeño (con las mismas dimensiones y tonalidad que el cavaquinho con la diferencia de ser con base parche y no de caja) y el repique de mão (sonido manual)más dinámico y de un solo parche. Usualmente es cantado por un solista, acompañado del cavaquinho, el violão y al menos un pandeiro. El pagode es cantado en la mayoría de las fiestas y las reuniones informales, siendo universalmente encontrado en bares y cafés al aire libre. Las letras son juguetonas, usualmente sobre enganches amorosos o algún asunto divertido.
Algunos artistas famosos de pagode son el Grupo Fundo de Quintal, Grupo Pixote, Jeito Moleque, Sorriso Maroto, Jorge Aragão, Almir Guineto, Zeca Pagodinho, Seba Pastelero y Revelação.

#### Neopagode
Esta es una manifestación más nueva del pagode, no muy bien vista por los sambistas más serios. Se considera que empezó a ganar fuerza en Bahía Se hizo muy popular entre las clases bajas y algo popular entre las clases medias urbanas.
Famosos artistas de neopagode son É o Tchan, Terra Samba.

### Samba de breque
Un estilo de samba ahora extinto, que tenía como característica distintiva el incorporar partes habladas, usualmente diálogos. Los cantantes debían tener una excelente voz, además de la habilidad de hacer distintas voces. Las letras normalmente contaban historias y eran divertidas.
Un artista famoso de este estilo es Moreira da Silva.

### Samba-canção
Estilo amistoso de la radio romántica y de ritmo más alentado, el samba-canção fue la contraparte brasileña principal ante los ritmos argentinos populares como el Tango (muy popular en Brasil hasta la década de los 60). Los temas iban de lo lírico a lo trágico.
Artistas conocidos de este estilo son Ângela María, Nelson Gonçalves, Cauby Peixoto, Agnaldo Rayol, etc.

### Samba-enredo
Un samba-enredo es una canción ejecutada por una escuela de samba, surgido en Río de Janeiro durante la década de 1930. El término también se refiere al estilo particular de música samba de estas canciones. El samba-enredo es bien conocida internacionalmente debido al estatus de Río de Janeiro como gran destino turístico durante el carnaval, además de que muchos grupos de percusión en todo el mundo se han formado inspirados en este tipo de samba.
Los sambas-enredo son grabados y reproducidos en la radio durante el período anterior al carnaval. Generalmente, son cantados por vocalistas masculinos, acompañados del cavaquinho y una gran batería, produciendo una textura densa y compleja conocida como batucada. Consiste en enfatizar el primer y cuarto tiempo de los compases.
Las baterías de Río de Janeiro han provisto inspiración a la formación de grupos percusionistas alrededor de todo el mundo, especialmente en los países occidentales. Estos grupos generalmente no ocupan ni vocalistas ni cavaquinhos, sino que se concentran en los grooves percusionistas y los numerosos break. Los grupos de este tipo actúan todo el año, no como en Brasil, donde la actividad se encuentra solo en los meses que preceden el carnaval.
Muchos cantantes brasileños grabaron samba eventualmente, aunque no con fidelidad a las características originales del género. Jorge Ben Jor mezcló el samba con el Rock, el Funk y el Jazz, y compuso canciones usando temas inusuales, como el esoterismo ("Os Alquimistas Estão Chegando"; Los alquimistas están llegando).

#### Sambalanço
Este es un estilo que añade al Samba-Rock el samba (samba-raíz, samba-funk, pop-rock y MPB), traduciendo hoy en un sonido diferente y moderno. Rescata las canciones antiguas y las regenera en ritmos más bailantes y moderno.
Un expoente de este estilo hoy en día es Sambalanço Social Clube.